# Pariz–Nica
Pariz–Nica (francosko Paris-Nice, tudi Dirka k soncu (francosko course au soleil), je profesionalna osemdnevna etapna velika enotedenska dirka, ki jo organizira francoska medijska skupina Amaury Sport Organisation (ASO) v mesecu marcu. Od leta 2009 je ena od 24-ih dirk na sporedu Svetovnega koledarja mednarodne kolesarske zveze (UCI).
Čeprav nosi ime Pariz-Nica, se dirka sama ne začne vsakič v Parizu ampak tudi v njegovih južnih primestnih naseljih. Cilj zadnje etape se končuje vsako leto na Promenade des Anglais v Nici.
Prvo dirko Pariz–Nica je pod okriljem francoskega kolesarskega novinarja Jeana Leulliota dobil v letu 1933 belgijski kolesar Alfons Schepers. Najuspešnejši kolesar na dirkah do zdaj je bil s sedmimi zaporednimi naslovi v letih 1982-1988 Sean Kelly z Irske. Prvo zmago za Slovenijo je dosegel Primož Roglič leta 2022, leta 2023 je zmagal Tadej Pogačar.
Med dirko v letu 2003 je za posledicami poškodbe glave, ki jo je utrpel v nesreči, umrl kazahstanski kolesar Andrej Kivilev. Njegova smrt je vzpodbudila vodstvo mednarodne kolesarske zveze k uveljavitvi obvezne uporabe čelade na vseh tekmovanjih razen v zadnjih delih dirk s cilji navkreber. Postopno je bilo pravilo spremenjeno na uporabo čelad v vseh primerih.

### Start
Začetek dirke je bil Pariz vse do leta 1962. Od takrat dalje je začetek prve etape gostilo 22 mest, večinoma iz regije Ile-de-France, med temi devetkrat Issy-les-Moulineaux, šestkrat Fontenay-sous-Bois. Start dirke se je vrnil v Pariz v letih 1986, 1987, 1989, 1990 in 2000. Leta 1982 je bil start v belgijskem predmestju Mouscrona Luingne. Izven pariške regije so začetek dirke gostili še Villefranche-sur-Saone (1988), Chateauroux (1996), Nevers (2001) in Amilly (2008).

### Cilj
Konec dirke Pariz-Nica je bil določen za Nico v letih 1933 do 1968, sprva na Quai des USA (do 1939), nato Parkway English (1946-1968). Od 1968 do 1995 se je dirka končala z vzponom na prelaz Col d'Eze z izjemo leta 1977, ko se je cilj zaradi zemeljskega plazu prestavil nazaj v Nico, kjer se na angleški promenadi končuje tudi vse od leta 1996. 

### Zmagovalci
| Leto    | Zmagovalec              | Drugouvrščeni           | Tretjeuvrščeni         |
| ------- | ----------------------- | ----------------------- | ---------------------- |
| 1933    | Alphons Schepers        | Louis Hardiquest        | Benoît Fauré           |
| 1934    | Gaston Rebry            | Roger Lapébie           | Maurice Archambaud     |
| 1935    | René Vietto             | Antoine Dignef          | Raoul Lesueur          |
| 1936    | Maurice Archambaud      | Jean Fontenay           | Alfons Deloor          |
| 1937    | Roger Lapébie           | Sylvain Marcaillou      | Albert van Schendel    |
| 1938    | Jules Lowie             | Albertin Disseaux       | Albert van Schendel    |
| 1939    | Maurice Archambaud      | Frans Bonduel           | Gérard Desmet          |
| 1940-45 | druga svetovna vojna    | druga svetovna vojna    | druga svetovna vojna   |
| 1946    | Fermo Camellini         | Maurice De Muer         | Frans Bonduel          |
| 1947-50 | ni potekala             | ni potekala             | ni potekala            |
| 1951    | Roger Decock            | Lucien Teisseire        | Kléber Piot            |
| 1952    | Louison Bobet           | Donato Zampini          | Raymond Impanis        |
| 1953    | Jean-Pierre Munch       | Roger Walkowiak         | Roger Bertaz           |
| 1954    | Raymond Impanis         | Nello Lauredi           | Francis Anastasi       |
| 1955    | Jean Bobet              | Pierre Molinéris        | Bernard Gauthier       |
| 1956    | Alfred De Bruyne        | Pierre Barbotin         | François Mahé          |
| 1957    | Jacques Anquetil        | Désiré Keteleer         | Jean Brankart          |
| 1958    | Alfred De Bruyne        | Pasquale Fornara        | Germain Derycke        |
| 1959    | Jean Graczyk            | Gérard Saint            | Pierino Baffi          |
| 1960    | Raymond Impanis         | François Mahé           | Robert Cazala          |
| 1961    | Jacques Anquetil        | Joseph Groussard        | Joseph Planckaert      |
| 1962    | Joseph Planckaert       | Tom Simpson             | Rolf Wolfshohl         |
| 1963    | Jacques Anquetil        | Rudi Altig              | Rik Van Looy           |
| 1964    | Jan Janssen             | Jean-Claude Annaert     | Jean Forestier         |
| 1965    | Jacques Anquetil        | Rudi Altig              | Italo Zilioli          |
| 1966    | Jacques Anquetil        | Raymond Poulidor        | Vittorio Adorni        |
| 1967    | Tom Simpson             | Bernard Guyot           | Rolf Wolfshohl         |
| 1968    | Rolf Wolfshohl          | Ferdinand Bracke        | Jean-Louis Bodin       |
| 1969    | Eddy Merckx             | Raymond Poulidor        | Jacques Anquetil       |
| 1970    | Eddy Merckx             | Luis Ocaña              | Jan Janssen            |
| 1971    | Eddy Merckx             | Gösta Pettersson        | Luis Ocaña             |
| 1972    | Raymond Poulidor        | Eddy Merckx             | Luis Ocaña             |
| 1973    | Raymond Poulidor        | Joop Zoetemelk          | Eddy Merckx            |
| 1974    | Joop Zoetemelk          | Alain Santy             | Eddy Merckx            |
| 1975    | Joop Zoetemelk          | Eddy Merckx             | Gerrie Knetemann       |
| 1976    | Michel Laurent          | Hennie Kuiper           | Luis Ocaña             |
| 1977    | Freddy Maertens         | Gerrie Knetemann        | Jean-Luc Vandenbroucke |
| 1978    | Gerrie Knetemann        | Bernard Hinault         | Joop Zoetemelk         |
| 1979    | Joop Zoetemelk          | Sven-Åke Nilsson        | Gerrie Knetemann       |
| 1980    | Gilbert Duclos-Lassalle | Stephan Mutter          | Gerrie Knetemann       |
| 1981    | Stephen Roche           | Adrie van der Poel      | Fons De Wolf           |
| 1982    | Sean Kelly              | Gilbert Duclos-Lassalle | Jean-Luc Vandenbroucke |
| 1983    | Sean Kelly              | Jean-Marie Grezet       | Steven Rooks           |
| 1984    | Sean Kelly              | Stephen Roche           | Bernard Hinault        |
| 1985    | Sean Kelly              | Stephen Roche           | Frédéric Vichot        |
| 1986    | Sean Kelly              | Urs Zimmermann          | Greg LeMond            |
| 1987    | Sean Kelly              | Jean-François Bernard   | Laurent Fignon         |
| 1988    | Sean Kelly              | Ronan Pensec            | Julián Gorospe         |
| 1989    | Miguel Indurain         | Stephen Roche           | Marc Madiot            |
| 1990    | Miguel Indurain         | Stephen Roche           | Luc Leblanc            |
| 1991    | Tony Rominger           | Laurent Jalabert        | Martial Gayant         |
| 1992    | Jean-François Bernard   | Tony Rominger           | Miguel Indurain        |
| 1993    | Alex Zülle              | Laurent Bezault         | Pascal Lance           |
| 1994    | Tony Rominger           | Jesús Montoya           | Vjačeslav Jekimov      |
| 1995    | Laurent Jalabert        | Vladislav Bobrik        | Alex Zülle             |
| 1996    | Laurent Jalabert        | Lance Armstrong         | Chris Boardman         |
| 1997    | Laurent Jalabert        | Laurent Dufaux          | Santiago Blanco        |
| 1998    | Frank Vandenbroucke     | Laurent Jalabert        | Marcelino García       |
| 1999    | Michael Boogerd         | Markus Zberg            | Santiago Botero        |
| 2000    | Andreas Klöden          | Laurent Brochard        | Francisco Mancebo      |
| 2001    | Dario Frigo             | Raimondas Rumšas        | Peter Van Petegem      |
| 2002    | Aleksander Vinokurov    | Sandy Casar             | Laurent Jalabert       |
| 2003    | Aleksander Vinokurov    | Mikel Zarrabeitia       | Davide Rebellin        |
| 2004    | Jörg Jaksche            | Davide Rebellin         | Bobby Julich           |
| 2005    | Bobby Julich            | Alejandro Valverde      | Constantino Zaballa    |
| 2006    | Floyd Landis            | Francisco Vila          | Antonio Colom          |
| 2007    | Alberto Contador        | Davide Rebellin         | Luis León Sánchez      |
| 2008    | Davide Rebellin         | Rinaldo Nocentini       | Jaroslav Popovič       |
| 2009    | Luis León Sánchez       | Fränk Schleck           | Sylvain Chavanel       |
| 2010    | Alberto Contador        | Luis León Sánchez       | Roman Kreuziger        |
| 2011    | Tony Martin             | Andreas Klöden          | Bradley Wiggins        |
| 2012    | Bradley Wiggins         | Lieuwe Westra           | Alejandro Valverde     |
| 2013    | Richie Porte            | Andrew Talansky         | Jean-Christophe Péraud |
| 2014    | Carlos Alberto Betancur | Rui Costa               | Arthur Vichot          |
| 2015    | Richie Porte            | Michał Kwiatkowski      | Simon Špilak           |
| 2016    | Geraint Thomas          | Alberto Contador        | Richie Porte           |
| 2017    | Sergio Henao            | Alberto Contador        | Daniel Martin          |
| 2018    | Marc Soler              | Simon Yates             | Gorka Izagirre         |
| 2019    | Egan Bernal             | Nairo Quintana          | Michał Kwiatkowski     |
| 2020    | Maximilian Schachmann   | Tiesj Benoot            | Sergio Higuita         |
| 2021    | Maximilian Schachmann   | Aleksander Vlasov       | Ion Izagirre           |
| 2022    | Primož Roglič           | Simon Yates             | Daniel Martínez        |
| 2023    | Tadej Pogačar           | David Gaudu             | Jonas Vingegaard       |
| 2024    | Matteo Jorgensen        | Remco Evenepoel         | Brandon McNulty        |
| 2025    | Matteo Jorgensen        | Florian Lipowitz        | Thymen Arensman        |